# Elección para gobernador de Georgia de 2022
Las elecciones para gobernador de Georgia de 2022 se llevaron a cabo el 8 de noviembre de 2022 para elegir al gobernador de Georgia.
El gobernador republicano titular, Brian Kemp, es elegible para postularse para un segundo mandato; ha anunciado que se presentará a la reelección. Se enfrenta a un desafío principal del exsenador David Perdue, quien fue elegido personalmente por Donald Trump después de que Kemp se negó a revocar los resultados de las elecciones presidenciales de 2020 en Georgia. El 16 de abril de 2021, el ex demócrata convertido en representante estatal republicano Vernon Jones declaró su intención de desafiar a Kemp en las primarias.
En el lado demócrata, Kemp enfrenta el desafío de Stacey Abrams, exlíder de la minoría de la Cámara de Representantes de Georgia y fundadora de Fair Fight Action, quien fue derrotada por Kemp en las elecciones de 2018 por un estrecho margen. Abrams declaró su intención de buscar la nominación demócrata nuevamente el 1 de diciembre de 2021. Si se enfrentara a Kemp nuevamente, sería la primera revancha de gobernador de Georgia desde 1950.

## Primaria republicana

### Candidatos
- Catherine Davis[4]
- Jonathan Garcia, activista[5][6]
- Brian Kemp, gobernador titular (2019-presente)[6][7]
- David Perdue,  exsenador de Estados Unidos por Georgia (2015-2021)[8][9][10][1]
- Kandiss Taylor, educador y candidato para Senado de EE. UU. en 2020[11]

## Primaria demócrata

### Candidatos
- Stacey Abrams, fundadora de Fair Fight Action, exlíder de la minoría de la Cámara de Representantes de Georgia (2011-2017) y candidata a gobernadora en 2018[3][12]